# 尹在旭
尹 在旭（ユン・ジェウク、朝鮮語: 윤재욱、1910年8月25日 - 1996年6月2日）は、日本統治時代の朝鮮および大韓民国の歯科医師、政治家。制憲・第3代韓国国会議員。本貫は坡平尹氏。

## 経歴
京畿道安城郡出身。YMCA学院、ピアソン高等聖経学院（現・平沢大学校）卒。歯科医師試験に合格した後は歯科医師として勤め、中央歯科医院の院長を務めた。解放後は大韓独立促成国民会永登浦支部副委員長、永登浦区洞連合会会長、韓国光復青年会永登浦特別支会委員長、朝鮮赤十字社ソウル支社常任理事、大韓労総永登浦連盟体育会顧問、永登浦新聞記者協会顧問、学連顧問、大同青年団永登浦区団長・本部常任委員、ソウル歯科医師会会長、自由党中央委員・青年部長・中央政治訓練院長署理を務めた。1948年の初代総選挙の後に民国党に参加したが、1950年の第2代総選挙で落選した後に離党した。その後、自由党にも参加し、さまざまな役職を務めたが、1953年12月に除名された。政界引退後はまた歯科医として勤め、制憲同志会長、憲政会副会長、大韓歯科医師会副会長も務めた。
1996年6月2日、ソウルの江南聖母病院で持病により死去。87歳没。